# Árlevelű kőtiszafa

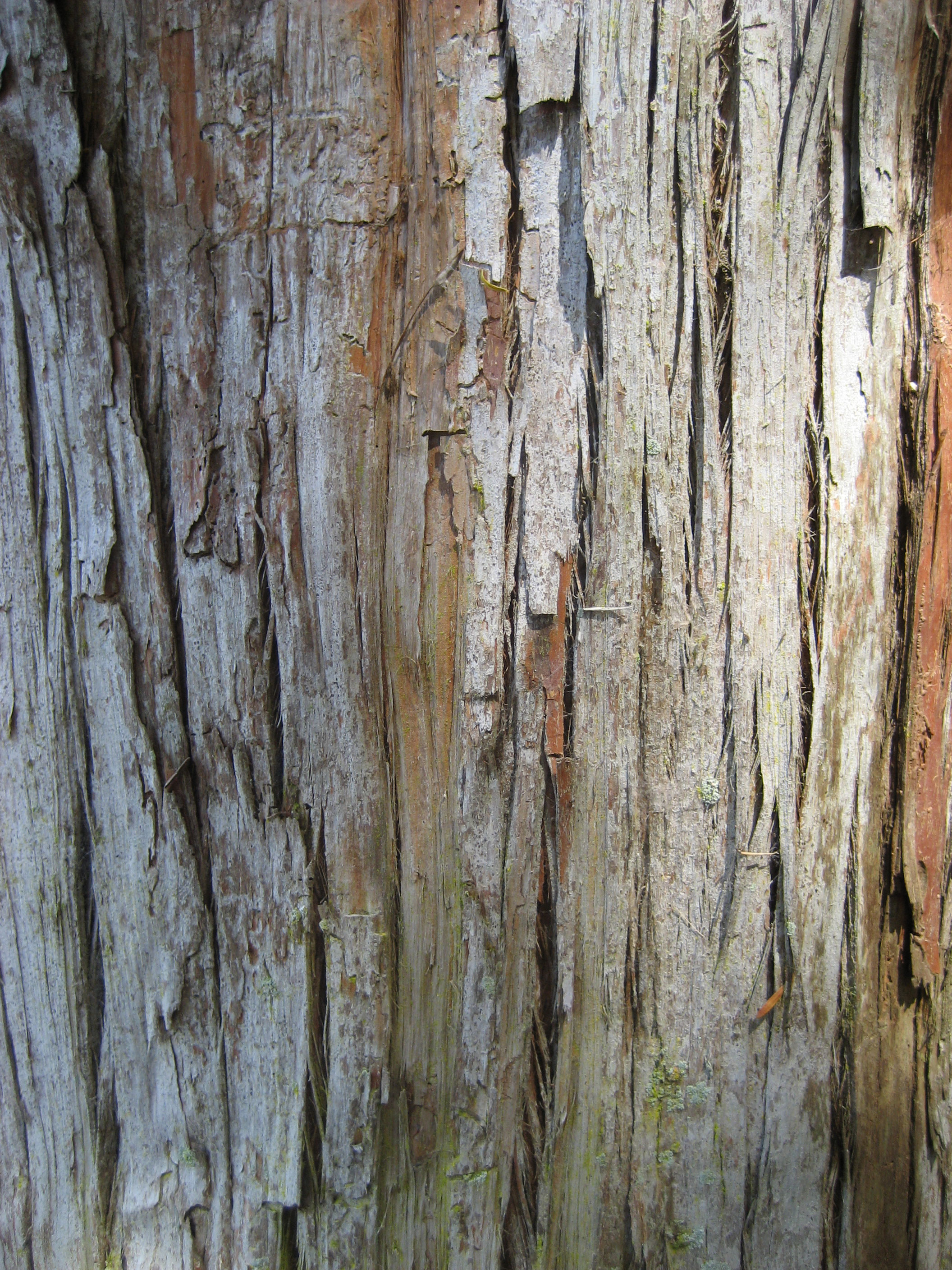
Repedezett, hámló kérge

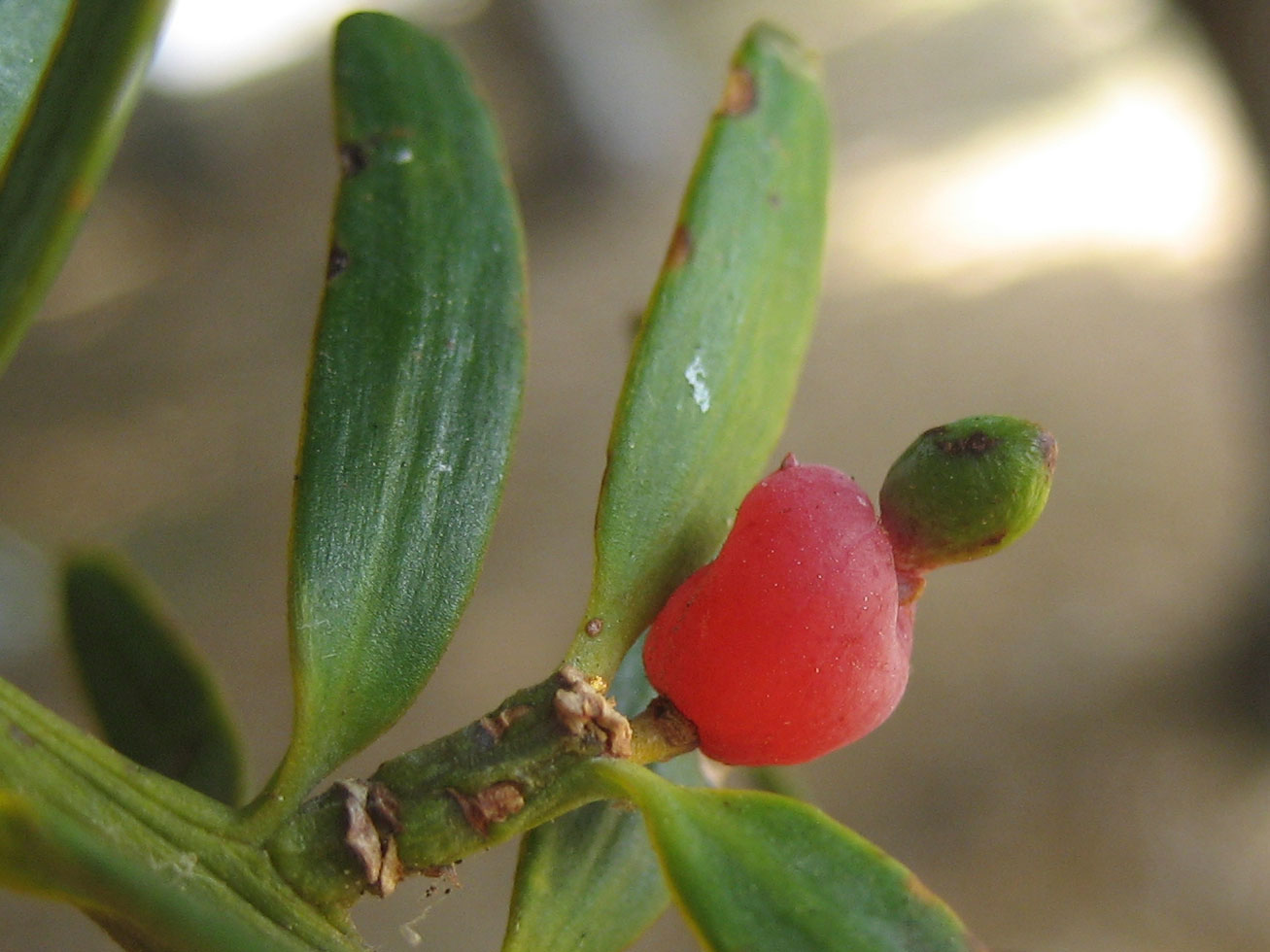
Levele és termése

Az árlevelű kőtiszafa (Podocarpus totara) a fenyőalakúak (Pinales) rendjébe sorolt kőtiszafafélék (Podocarpaceae) családjába a névadó podokarpusz nemzetség Australis fajcsoportjának egyik faja. Tudományos nevét a fa maori nevéről (tōtara) kapta.

## Származása, elterjedése
Új-Zélandról származik, de mostanra sokfelé ültetik a mérsékelt övben.

## Megjelenése, felépítése
Eredeti termőhelyén hatalmas fává cseperedik; akár 20-25 méter magasra is. Barna, rostos kérge szalagszerű bordákban válik le.
25 mm hosszú, 4 mm széles, merev, enyhén felálló, nem szúrós levelei körkörösen vagy szórtan, esetenként csavarvonalban nőnek a hajtásokon. A levelek fonáka sárgászöld.

## Életmódja, termőhelye
Új-Zélandon a szigetek alacsonyabb fekvésű, kevésbé tagolt felszínű részein nő olyan helyeken, ahol a jó vízvezető talaj mélyrétegű és sok humuszt tartalmaz.

## Felhasználása
Díszfának ültetik olyan helyeken, ahol sok a csapadék, párás a levegő és nincsenek komoly fagyok. Magyarországon nem télálló és ezért kevéssé ismert.